# جاده ئی۶۷۳ اروپا
جاده ئی۶۷۳ اروپا (به انگلیسی: European route E673) یکی از جاده‌های درجه ۲ قاره اروپا است.

این جاده که در کشور رومانی قرار دارد از شهر لوگوژ شروع شده و در شهر دوا به پایان می‌رسد.